# Unidirektionaler Block
Als unidirektionalen Block bezeichnet man bei der Erregungsleitung am Herzen das Phänomen, dass die Erregung in einem Teil des Herzmuskelgewebes nicht in Vorwärtsrichtung (antegrad), wohl aber in Rückwärtsrichtung (retrograd) weitergegeben werden kann. Wird das während des Vorbeilaufens der Erregungsfront auf dem Vorwärtsweg blockierte Gewebe dann auf einem anderen Weg von retrograd angeregt, besteht die Möglichkeit des Entstehens einer Kreisenden Erregung.
Ein unidirektionaler Block muss in einem Gewebeabschnitt nicht ständig vorliegen, er kann als funktioneller Block auch nur unter bestimmten Bedingungen auftreten.

## Erstbeschreibung
Der Begriff unidirektionaler Block wurde 1928 von Francis O. Schmitt und Joseph Erlanger eingeführt.

## Bedeutung
Der unidirektionale Block als Voraussetzung für eine Kreisende Erregung stellt somit eine wichtige Ursache für die Entstehung von lebensgefährlichen ventrikulären Tachykardien dar.

## Ursachen
Ein unidrektionaler Block im Herzmuskelgewebe kann selbst die verschiedensten Ursachen haben:
- Ischämie (koronare Herzkrankheit)
- Infektion (Myokarditis)
- Kardiomyopathien
- Elektrolytstörungen (Hyperkaliämie, Hypokaliämie)
- endokrine Erkrankungen (Hyperthyreose, Hypothyreose)
- Cor pulmonale
- mechanische Faktoren (angeborene und erworbene Herzfehler, Trauma)
- angeborene oder erworbene Herzfehler
- Vergiftungen (Digitalis, Nikotin, Antiarrhythmika)
- Mitralklappenprolaps
- psychische Faktoren (Depression)